# 157 г. пр.н.е.
157 (сто петдесет и седма) година преди новата ера (пр.н.е.) е година от доюлианския (Помпилийски) римски календар.

## Събития

### В Римската република
- Консули са Секст Юлий Цезар и Луций Аврелий Орест.
- Римски пратеници посещават Африка, за да проучат решение на териториален спор между Картаген и Нумидия.[1] Дейността им не постига успех, но Марк Порций Катон Стари, който е един от членовете на римската делегация, остава с впечатлението, че Картаген се е замогнал достатъчно, за да представлява отново опасност за Рим.
- Сенатът се разпорежда Кападокия да бъде разделена между Ариарат V и Ороферн, но последният отказва да приеме това решение.[2][1]

## Родени
- Гай Марий, римски политик, избиран безпрецедентно седем пъти за консул и реформатор на римската армия (умрял 86 г. пр.н.е.)
- Санатрук, владетел на Партия (умрял ок. 70 г. пр.н.е.)